# Prêmio Tomalla
O Prêmio Tomalla (em alemão:  Tomalla-Preis) é um prêmio de ciências concedido pela Fundação Tomalla em gravidade e relatividade geral.
O prêmio homenageia Walter Tomalla, negociante e doutor em engenharia de Basileia, que em seu testamento de 1982 fundou a Tomalla Foundation for Gravity Research, destinada a patrocinar pesquisas sobre gravitação. A fundação também concede bolsas de estudo e outros fundos financeiros para pesquisas sobre gravitação.

## Premiados
- 1981 Subrahmanyan Chandrasekhar
- 1984 Andrei Sakharov
- 1987 Joseph Hooton Taylor
- 1993 Allan Rex Sandage
- 1996 Werner Israel
- 2000 Gustav Andreas Tammann
- 2003 James Peebles
- 2008 Demetrios Christodoulou
- 2009 Viatcheslav Mukhanov e Alexei Starobinski
- 2013 Scott Tremaine
- 2016 Kip Thorne